# Spilmuseet
Spilmuseet ved Løgstør er en af de eneste faste udstillinger om spilmediet på verdensplan. Museet fremviser eksempler på spilhistoriens højdepunkter strækkende fra 1970'erne og frem til i dag. Udover muligheden for at se de klassiske maskiner og spil kan de alle spilles på – præcis som de var i deres samtid.
Museet holder åbent hver anden lørdag 12:00-16:00. Entré er gratis, men kræver betalt medlemskab af museets støtteforening.
Spilmuseet genåbnede 23. september 2023 ved Løgstør, efter tidligere at have åbnet 29. november 2008 i Ikast, og tidligere at have eksisteret som Sporup Arcade Museum i Sporup siden 2002. Museet er placeret i 1.650 m2 store selvejede lokaler, der næsten eksklusivt bruges til udstilling.
Museet har en af verdens største spilsamlinger, der blandt andet indeholder 1.700 arkademaskiner, 500 konsoller og computere samt mere end 20.000 arkade-, konsol- og computerspil, og dertil tusindvis af blade, manualer og diverse reklamemateriale. Udstillingen består af cirka 450 spilbare arkademaskiner, 25 konsolstandere samt diverse konsoller, computere og lignende.
Blandt de udstillede og spilbare spil er titler som Space invaders, Out Run, Bubble Bobble, Daytona USA, Defender, Gauntlet, Galaga, Pole Position, Double Dragon, R-Type, Wonder Boy In Monsterland, Qix, Tekken 3 og mange andre klassiske spil.
56°8′36.59″N 9°9′49.91″Ø / 56.1434972°N 9.1638639°Ø